# Nagamangala
Nāgamangala är en ort i Indien.   Den ligger i distriktet Mandya och delstaten Karnataka, i den södra delen av landet, 1 800 km söder om huvudstaden New Delhi. Nāgamangala ligger 790 meter över havet och antalet invånare är 16 760.
Terrängen runt Nāgamangala är huvudsakligen platt, men västerut är den kuperad. Terrängen runt Nāgamangala sluttar österut. Runt Nāgamangala är det tätbefolkat, med 570 invånare per kvadratkilometer. Nāgamangala är det största samhället i trakten. Omgivningarna runt Nāgamangala är en mosaik av jordbruksmark och naturlig växtlighet.